# Pier Marcellino Corradini
Pier Marcellino Corradini (Sezze, 2 de junho de 1658 - Roma, 8 de fevereiro de 1743) foi um cardeal do século XVIII

## Biografia
Nasceu em Sezze em 2 de junho de 1658. De família burguesa e profundamente cristã. Filho de Torquato Corradini, de família originária de Reggio Emilia, e Porzia Ciammarucone (ou Ciamariconi). Batizado no dia seguinte; sua madrinha era Caterina Savelli, futura venerável.
Educado em casa, foi enviado a Roma em 1669 para continuar seus estudos e obteve o doutorado in utroque iure , tanto em direito canônico quanto em direito civil. (Nenhuma informação educacional adicional encontrada).
Auditor do Cardeal Benedetto Pamphilj, OSIo.Hieros., 1685. Advogado da Cúria. Subdatário, 29 de maio de 1699; confirmado no cargo pelo novo Papa Clemente XI, 7 de dezembro de 1700. Cônego da patriarcal basílica de Latrão, dezembro de 1699.
Ordenado em 10 de junho de 1702, Roma. Referendário dos Supremos Tribunais da Assinatura Apostólica da Justiça e da Graça, 19 de maio de 1706. Uditore Santissimi , maio de 1706. Nomeado pelo cardeal Leandro Colloredo, Orat., grande penitenciário, auditor e canonista da Penitenciária Apostólica, 28 de julho de 1706 ; confirmado por bula papal, 19 de agosto de 1706.
Eleito arcebispo titular de Atena, em 7 de novembro de 1707. Assistente do Trono Pontifício, em 23 de novembro de 1707. Consagrado, em 27 de novembro de 1707, basílica patriarcal de Latrão, pelo cardeal Fabrizio Paolucci, coadjuvado por Antonio Francesco Sanvitale, arcebispo titular de Efeso, e por Ulisse Giuseppe Gozzadini, arcebispo titular de Teodosia. Na mesma cerimônia foi consagrado Alessandro Aldobradini, arcebispo titular de Rodi, futuro cardeal.
Criado cardeal e reservado in pectore no consistório de 18 de maio de 1712; publicado no consistório de 26 de setembro de 1712; recebeu o gorro vermelho e o título de S. Giovanni a Porta Latina, em 21 de novembro de 1712. Pró-prefeito da SC do Conselho Tridentino, abril de 1718; prefeito, de 26 de novembro de 1718 a 12 de maio de 1721. Camerlengo do Sagrado Colégio dos Cardeais, de 8 de fevereiro de 1719 a 4 de março de 1720. Participou do conclave de 1721, que elegeu o Papa Inocêncio XIII. Pró-datário, 12 de maio de 1721. Participou do conclave de 1724, que elegeu o Papa Bento XIII. Confirmado no cargo de pró-datário pelo novo Papa Bento XIII, em 7 de junho de 1724. Optou pelo título de S. Maria in Trastevere, mantendo o título anteriorin commendam , 11 de setembro de 1726. Participou do conclave de 1730, que elegeu o Papa Clemente XII. Recusou a confirmação do cargo de pró-datário do Papa Clemente XII para poder trabalhar na conclusão dos tratados entre a Santa Sé e a Espanha, Nápoles e Áustria. Renunciou ao título in commendam , em 10 de abril de 1734. Optou pela ordem dos bispos e pela sé suburbicária de Frascati, em 15 de dezembro de 1734. Participou do conclave de 1740, que elegeu o Papa Bento XIV; O cardeal Troiano Acquaviva d'Aragon apresentou o veto do rei Felipe V da Espanha contra sua eleição.
Morreu em Roma em 8 de fevereiro de 1743, às 11h45, após longa e grave doença, em seu palácio romano na Via Lata. Transferido para a basílica de S. Maria em Trastevere, Roma, conforme seu testamento, na noite de 10 de fevereiro de 1743. A capella papalis aconteceu no dia seguinte e posteriormente foi sepultado naquela mesma igreja (1) .

### Beatificação
Em 19 de maio de 1993, na catedral de Palermo, o Cardeal Salvatore Pappalardo, arcebispo daquela cidade, iniciou a fase diocesana do processo de beatificação, que foi concluído em 17 de outubro de 1999, pelo novo arcebispo de Palermo, Cardeal Salvatore De Giorgi. Em 24 de abril de 2021, o Papa Francisco autorizou a promulgação de um decreto sobre as virtudes heroicas do Cardeal Corradini.